# 秋分草属
秋分草属（学名：Rhynchospermum）是菊科下的一个属，为柔弱草本植物。该属共有2种，分布于印度至日本。